# السينباي الخاص بي مزعج
السينباي الخاص بي مزعج (بالإنجليزية: My Senpai Is Annoying)‏ هي سلسلة مانغا يابانية تنشر منذ 2017 وتم جمعها في 8 تانكوبون.عرض مسلسل أنمي من إنتاج دوغا كوبو من أكتوبر حتى ديسمبر 2021.

## الجوائز والترشيحات
| السنة | الجائزة               | النتيجة |
| ----- | --------------------- | ------- |
| 2018  | جائزة المانغا القادمة | فوز     |